# اچ‌ام‌اس واکر (دی۲۷)
اچ‌ام‌اس واکر (دی۲۷) (به انگلیسی: HMS Walker (D27)) یک کشتی بود که طول آن ۳۰۰ فوت (۹۱ متر) بود. این کشتی در سال ۱۹۱۷ ساخته شد.